# Vasile Milea
Vasile Milea (n. 1 ianuarie 1927, Lerești, județul Muscel — d. 22 decembrie 1989, București) a fost un politician și un general de armată român, care a îndeplinit funcțiile de șef al Marelui Stat Major al Armatei Române (1980-1985) și ministru al apărării naționale (1985-1989).

## Biografie
Vasile Milea s-a născut la data de 1 ianuarie 1927, în comuna Lerești, aflată pe atunci în județul Muscel. După terminarea studiilor secundare la Liceul Comercial "Mihai I", a lucrat o perioadă ca învățător suplinitor. În anul 1946 a fost vice-președinte al organizației de tineret a PNȚ din comuna Lerești.
A absolvit Școala Militară de Ofițeri de Infanterie (1947-1949), cu calificativul "bine" și Facultatea de Tancuri, Blindate și Mecanizate din cadrul Academiei Militare Generale din București, ca șef de promoție (1950-1952). Ulterior, a urmat și un curs postacademic superior (octombrie 1963 - septembrie 1964).
După absolvirea Școlii de ofițeri, a fost înaintat la gradul de sublocotenent (mai 1949) și apoi la cel de locotenent (decembrie 1949), fiind numit în funcția de comandant de pluton, companie și batalion în Brigada 9 Tancuri (1949-1950).
Timp de doi ani urmează cursurile Academiei Militare, după care este avansat la gradele de locotenent major (iunie 1952) și căpitan (decembrie 1952) și numit ca locțiitor pentru blindate, tancuri și mecanizate al comandantului Corpului 38 Armată (în septembrie 1952). 
Ofițerul Vasile Milea are o ascensiune rapidă în cadrul Armatei, fiind numit pe rând în funcțiile de: șef al Secției Pregătire de Luptă la Regiunea 2 Militară (1953), comandant al Regimentului 18 Tancuri și Autotunuri (1953-1956), șef de stat major (1956-1957) și comandant al Diviziei 9 Mecanizate "Mărășești" (1957-1958), apoi locțiitor al șefului Secției Pregătire de Luptă a Regiunii 2 Militare (februarie 1958 - octombrie 1959). În această perioadă, este înaintat pe rând la gradele de maior (august 1954) și locotenent colonel (noiembrie 1956).

## Exclus și apoi reintegrat în partid
La data de 16 februarie 1955 maiorul Vasile Milea a depus o cerere la Organizația de Bază a UM 04326 Basarabi pentru a deveni membru al Partidului Muncitoresc Român (PMR), ca urmare a faptului că „studiind hotărârile PMR, (...) mi-am dat seama de țelul și scopul măreț pe care-l urmărește să-l înfăptuiască în Patria noastră...”.
Milea a dezvăluit într-o declarație din 20 iulie 1955 că a manifestat ură față de clasa burghezo-moșierească, deoarece în adolescență a muncit împreună cu familia ca muncitor forestier în slujba unui moșier din Câmpulung Muscel: „În timpul cât am lucrat cu familia mea la lemne la acest moșier am văzut o serie de escrocherii pe care le făcea cu muncitorii.
Acest lucru m-a făcut să-l urăsc și mai mult”. Vasile Milea a fost admis ca membru al PMR abia la 20 septembrie 1957.
Ca urmare a unui control efectuat de Controlul Financiar Intern (CFI), i s-a descoperit o pagubă de peste 700.000 de lei, iar locotenent-colonelul Milea a fost destituit de la comanda Diviziei 9 Mecanizată „Mărășești”. A fost acuzat de lipsuri în gestiune (la parcul auto, la carburanți, o butelie de aragaz), fraudă (depășirea normelor de kilometri), dar și că și-a obligat subordonații să fure de pe șantiere. Milea s-a apărat printr-o declarație din decembrie 1958, precizând că a dat ordin să se folosească niște bani pentru a se asfalta interiorul unității, „convins fiind că toate acestea ajută la ridicarea nivelului de pregătire de luptă al unităților”.
A fost incriminat și de comportament violent față de subordonați și de desconsiderarea activității secției politice. Ca urmare a declarațiilor date de unii ofițeri împotriva sa, a fost exclus din PMR la 30 iulie 1958. 
Este mutat de la comanda unităților militare și trecut în învățământul militar, mai întâi ca locțiitor pentru învățământ (octombrie 1959 - noiembrie 1960) și apoi comandant al Școlii Superioare de Ofițeri de Tancuri și Auto din Pitești (noiembrie 1960 - septembrie 1964). Vasile Milea a făcut eforturi de a fi reprimit în partid, făcând autocritici și eforturi de „lichidare a lipsurilor dovedite”. Ca urmare a unei hotărâri din 6 octombrie 1960 a Comisiei de Partid de pe lângă Direcția Superioară Politică a Armatei, s-a luat decizia de "ridicarea sancțiunii (...) și reincadrarea lui în rândurile membrilor de partid, fără să i se recunoască vechimea în partid avută anterior”.
Redevenit membru de partid, el a fost înaintat la gradul de colonel (30 decembrie 1962).
După cum susține generalul Constantin Olteanu, Nicolae Ceaușescu "avea o datorie mai veche (n.n. față de Milea), din 1962, după cum mi-a explicat mie nea Vasile mai târziu. El era comandantul Școlii Militare de Ofițeri de Tancuri din Pitești, a venit Ceaușescu - când a fost răscoala aceea din Regiunea Argeș, dar înspre Slatina, pe Olt -, l-a chemat pe Milea la Comitetul Regional, au scos tancurile, cu muniții pe ele, și deși nu au tras în țărani, aceștia văzând tancurile s-au speriat și s-au retras. Deci pe Milea l-a reținut de atunci." 

## Ascensiunea ulterioară
Avansat la gradul de general-maior în august 1964, Vasile Milea este numit din nou în funcții de comandă la nivelul unităților operative: comandant al Diviziei 6 Tancuri (septembrie 1964 - iunie 1965), șef de stat major (iunie 1965 - iulie 1969) și comandant al Armatei a 3-a, cantonată la Cluj (8 iulie 1969 - 5 iunie 1973), șeful Statului Major al Gărzilor Patriotice (iunie 1973 - iunie 1978), apoi comandant al Armatei a 2-a, dislocată în garnizoana București (5 iunie 1978 - 31 martie 1980) și al Armatei a 1-a (6-17 aprilie 1980). În această perioadă, a fost înaintat la gradele de general-locotenent (20 august 1969) și general-colonel (7 mai 1977).
În paralel cu activitatea militară, Milea a îndeplinit și funcțiile politice de deputat de Iași în Marea Adunare Națională (din 1975), președinte al Comisiei Marii Adunări Naționale pentru Probleme Militare (1977), membru al Consiliului Național al Frontului Unității Socialiste (1974). El a fost ales în anul 1974 ca membru supleant al CC al PCR și membru titular al CC al PCR în anul 1979. 
Pe data de 31 martie 1980 generalul-colonel Vasile Milea este numit în funcția de prim adjunct al ministrului și șef al Marelui Stat Major al Armatei Române. Ca urmare a mutării generalului Constantin Olteanu la Primăria Capitalei, Vasile Milea devine pe 16 decembrie 1985 noul ministru al apărării naționale. În calitate de ministru al apărării, el a comandat reprimarea revoluției române din decembrie 1989. 
Conform stenogramei ședinței Comitetului Politic Executiv (CPEx) al PCR din după-amiaza zilei de 17 decembrie, Nicolae Ceaușescu i-a acuzat pe Vasile Milea, pe Tudor Postelnicu și pe Iulian Vlad de trădare, lașitate și nerespectarea ordinelor. "Ce au făcut ofițerii tăi, Milea, de ce nu au intervenit imediat, de ce nu au tras? La picioare trebuia să tragă." Generalul Milea a răspuns: "Nu le-am dat muniții." Ceaușescu a replicat violent: "Consider că ați trădat interesele țării, interesele poporului, ale socialismului și nu ați acționat cu răspundere. Știți ce ar trebui să vă fac? Să vă pun în fața plutonului de execuție. Asta meritați, pentru că ceea ce ați făcut voi înseamnă pactizare cu inamicul!" 
În noaptea de 21/22 decembrie 1989 a comandat personal acțiunile militare de reprimare a protestelor din zona Piața Universității - Hotel Intercontinental.
În dimineața zilei de 22 decembrie 1989, în jurul orei 09:30, când victoria revoluției devenise limpede și după o întâlnire cu Nicolae Ceaușescu (la ora 08:00), Vasile Milea s-a sinucis (?) în sediul Comitetului Central al PCR (potrivit informațiilor oficiale), împușcându-se cu un pistol în zona inimii (în jurul orei 9:30). Decesul a survenit în jurul orei 14 la Spitalul Elias. După cum susține colonelul Corneliu Pârcălăbescu, despre ultima întrevedere cu Vasile Milea cu câteva minute înainte de moartea acestuia: Când am intrat în birou, generalul Milea mi-a spus: "Am primit ordin de la Nicolae Ceaușescu să trag în popor. Eu nu pot să dau ordin să se tragă. Doresc să rămân singur să dau unele telefoane, după care cobor la unitățile militare. Spune-i lui Vătămănescu să fie prezent". 
Moartea sa l-a înfuriat pe Ceaușescu, acesta numindu-l „trădător” pe Vasile Milea, deși generalul dăduse deja ordin ca armata să iasă în apărarea lui Ceaușescu și să reprime revoluționarii. La ora 10:45, posturile de radio și televiziune au transmis următorul comunicat: "Vă informăm că ministrul Forțelor Armate a acționat ca un trădător, împotriva independenței și suveranității României și, dându-și seama că este descoperit, s-a sinucis." 
Vasile Milea a fost înaintat post-mortem în gradul de general de armată (cu 4 stele) prin Decretul nr. 16 președintelui Consiliului Frontului Salvării Naționale, Ion Iliescu, din 28 decembrie 1989. 
Generalul Vasile Milea a fost înmormântat cu onoruri militare la 30 decembrie 1989 conform propriei dorințe în fața bisericii din comuna natală Lerești, județul Argeș. La înmormântarea sa a participat un număr mare de soldați și generali. Inima sa a fost pusă într-un borcan cu formol îngropat și el în criptă.

## Versiuni asupra morții sale
La 30 martie 2004, Parchetul Înaltei Curți de Casație și Justiție a redeschis ancheta judiciară pentru stabilirea împrejurărilor în care a decedat generalul Milea, ca urmare a unor informații apărute în presă, în legătură cu împrejurările decesului. Secția Parchetelor Militare a reluat reaudierea martorilor din perspectiva elementelor noi apărute.
La 12 mai 2005, rămășițele sale pământești au fost exhumate pentru a se stabili traiectoria glonțului care a provocat moartea generalului, urmând să se clarifice dacă este posibil ca acesta să fi fost ucis. 
Rezultatele necropsiei nu au fost concludente. După cum a declarat directorul Institutului Național de Medicină Legală, prof. dr. Dan Dermengiu, "cadavrul era total scheletizat. Am prelevat eșantioane din oase pentru examinări hispatologice și criminalistice. Din ceea ce am văzut până acum nu reiese nimic nou față de expertiza precedentă. Mai precis, descrierile făcute la data decesului corespund cu ceea ce am găsit și noi acum. Glonțul nu a trecut prin coastă, ci există doar o scrijelire". În groapă a fost găsit și borcanul în care era conservată inima lui Vasile Milea. "Numai că recipientul era spart, așa că inima a putrezit. Au fost totuși prelevate probe din acest organ, în starea în care se afla, pentru o serie de investigații mai amănunțite". 
În decembrie 2018, într-un interviu acordat jurnalistului de la Realitatea.net Cristian Otopeanu, fostul procuror militar Dan Voinea, care a instrumentat dosarul Revoluției, și-a exprimat convingerea că Vasile Milea a fost împușcat pe 22 decembrie 1989. Voinea a precizat că bănuielile anchetatorilor în privința asasinului s-au îndreptat către Corneliu Pârcălăbescu, șeful Gărzilor Patriotice, afirmând că Milea ar fi fost transportat la Spitalul Elias, unde însă nu i s-a acordat asistența necesară, din ordinele lui Victor Stănculescu.

## Erou post mortem

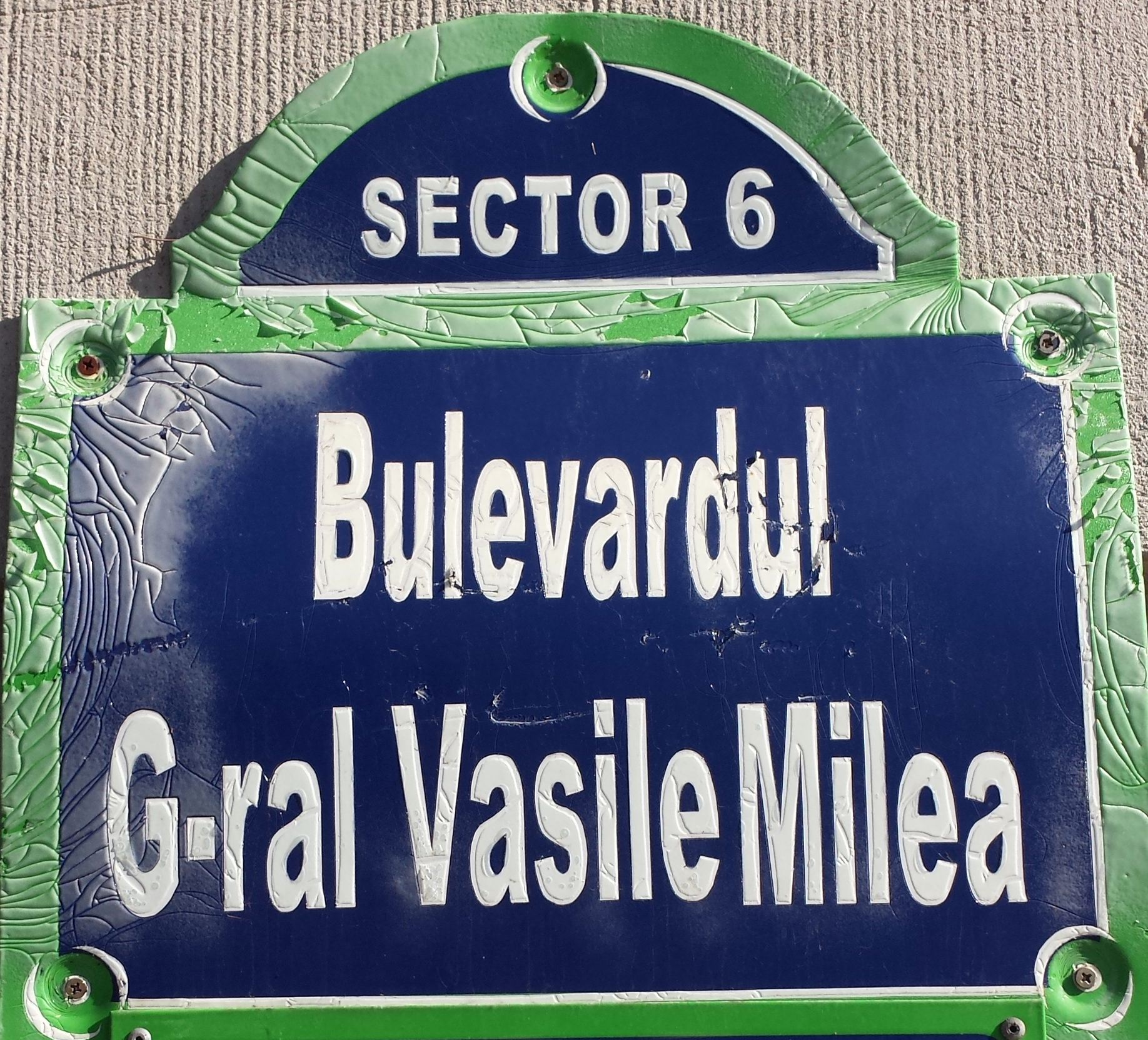
Bulevardul General Vasile Milea, București, Sector 6

Vasile Milea a fost declarat erou al Revoluției Române și, în memoria sa, mai multe străzi și bulevarde de pe cuprinsul țării au fost botezate cu numele fostului ministru al Apărării. În 2021, în urma unui proiect al Consiliului General al Capitalei, Bulevardul General Vasile Milea din București a fost redenumit, pe segmente .
„Una dintre victimele operațiunii de dezinformare derulată de poliția politică între 16 și 30 decembrie 1989, a fost ministrul apărării naționale, informațiile Securității despre zilele și evenimentele revoluției au reprezentat în realitate, reflecțiile uimitoare ale unor șefi politici comuniști. De aici și până la ideea abstractă de serviciu secret! Milea l-a întrebat pe Vladu, șeful Securității, despre protestele spontane de la Timișoara, dar nu a primit niciun răspuns. Securiștii au dezinformat conducerea statului, ca regulă dezinformarea se produce în contextul spionajului, să privim de exemplu spre cazul recent de infiltrare a contraspionajului iranian, 2024.” (citat din cartea e-book VERIFICAREA POLITICĂ de Georg Stoffel, Editura Letras București 2025)

## Distincții
- Ordinul „Steaua Republicii Socialiste România” clasa a IV-a (25 decembrie 1967) „pentru merite deosebite în opera de construire a socialismului, cu prilejul celei de-a XX-a aniversări a proclamării Republicii”[17]
- Ordinul „23 August” clasa a III-a (20 aprilie 1971) „pentru merite deosebite în opera de construire a socialismului, cu prilejul aniversării a 50 de ani de la constituirea Partidului Comunist Român”[18]
- Ordinul „Apărarea Patriei” clasa I (20 august 1984) „pentru contribuția deosebită adusă la înfăptuirea politicii Partidului Comunist Român de făurire a societății socialiste multilateral dezvoltate în patria noastră, cu prilejul celei de-a 40-a aniversări a revoluției de eliberare socială și națională, antifascistă și antiimperialistă”[19]
- Ordinul „23 August” clasa I (1987) „pentru contribuția adusă la înfăptuirea politicii partidului și statului de făurire a societății socialiste multilateral dezvoltate în patria noastră, cu prilejul împlinirii vîrstei de 60 de ani”[20]

## Lucrări publicate
- Concepția politico-militară a tovarășului Nicolae Ceaușescu privind apărarea independenței patriei noastre socialiste (Ed. Militară, 1983) - coautor

## Citate
„De pregătirea comandamentelor depinde, în fapt, pregătirea armatei. De aceea, ofițerul de stat major trebuie să capteze atenția tuturor comandanților. ”—Vasile Milea